# Francesc Carulla
Francesc Carulla i Serra (Barcelona, 1927) es un escultor español.

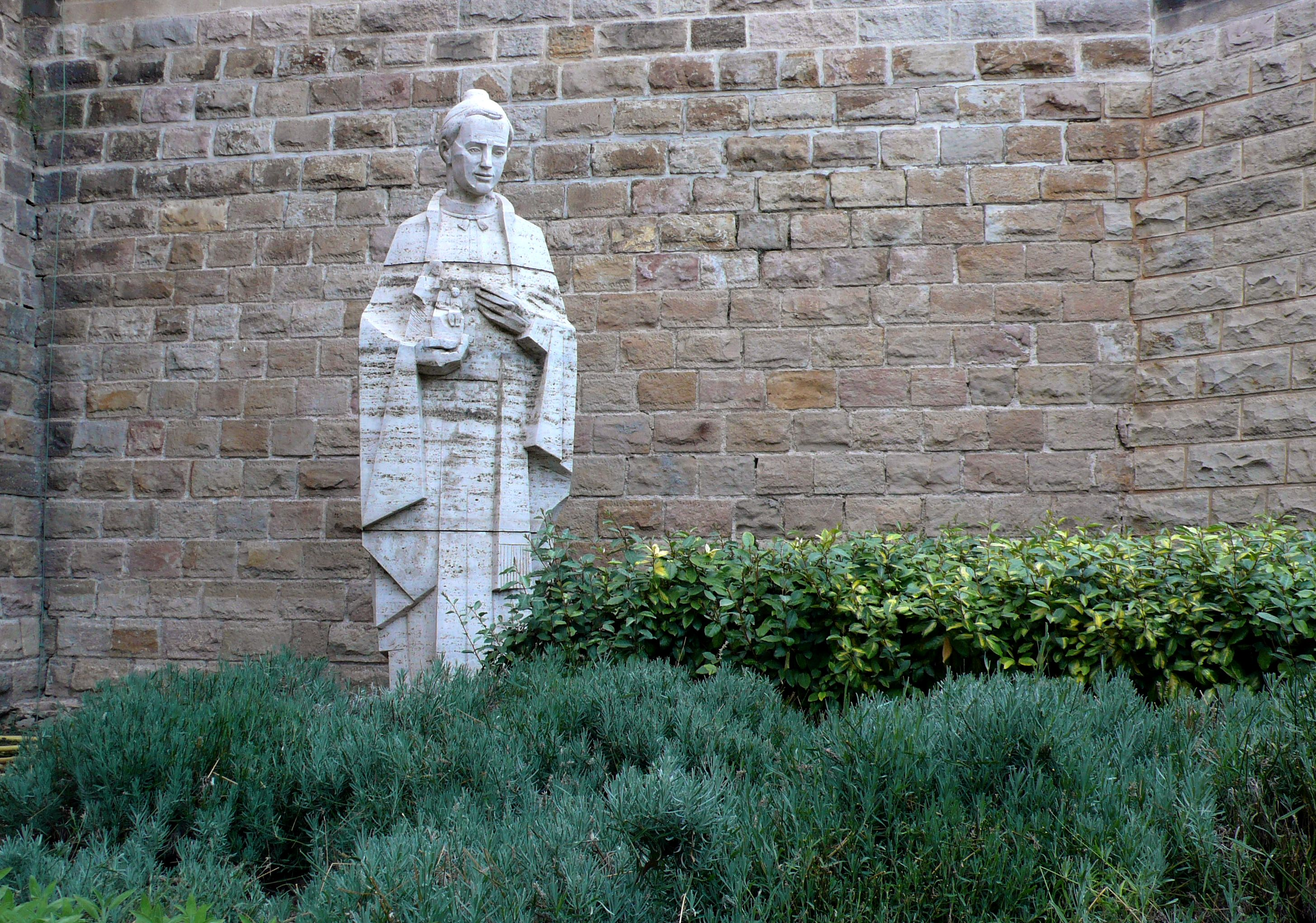
Escultura de San José Manyanet ubicada en el Templo de la Sagrada Familia (Barcelona)

Hijo del también escultor Francesc Carulla i Ribera, con el que se inició en el aprendizaje de la escultura, estudió más tarde en la Escuela de Bellas Artes de Barcelona. En 1966 empezó su dedicación a la docencia en la Escuela de Artes y Oficios, hecho que le apartó por un tiempo del círculo de exposiciones artísticas, hasta que en 1983 comenzó su singladura personal en Granollers. Desde entonces ha participado en numerosas exposiciones individuales y colectivas, como la exposición Arte Actual Cristiano (Barcelona, 1963) y la Exposición Nacional de Arte Contemporáneo (Madrid, 1972).
Una buena parte de su producción se enmarca dentro de la temática religiosa, con obras en diversos emplazamientos, como Barcelona, Lérida, Caracas, etc., destacando especialmente varias esculturas ubicadas en el Templo Expiatorio de la Sagrada Familia (Santa Joaquina de Vedruna, San José Oriol, Santa Juana de Lestonnac y San José Manyanet). La obra de Carulla se caracteriza por un moderno sentido de síntesis y voluntad simplificadora, con especial énfasis en la figura femenina, otorgando a sus obras un especial y estético sentido del ritmo.